# San Diego (La Unión)
San Diego es el segundo distrito del cantón de La Unión, en la provincia de Cartago, de Costa Rica.
Es uno de los distritos más grandes y el más poblado del cantón, y eminentemente urbano a excepción de la Zona Protectora Cerros de La Carpintera.

## Geografía
San Diego cuenta con un área de 8,08 km² y una altitud media de 1270 m s. n. m.

### Hidrografía
El río más importante es el Tiribí y su afluente principal es el río Chiquito.

### Orografía
La superficie del distrito es ondulada, con una altitud que oscila entre los 1200 m s. n. m. y los 1844 m s. n. m. en el Cerro La Carpintera. 

## Demografía
Para el año 2022, San Diego cuenta con una población estimada de 22 714 habitantes, y para el último censo efectuado, en 2011, San Diego contaba con una población de 21 620 habitantes.
La población se tiende a concentrar al norte del distrito y a lo largo de la ruta nacional 2, sector Florencio del Castillo, que comunica a San José (distante a 10 km al oeste) con Cartago. 

## Localidades
- Barrios: Villas de Florencia, Eulalia, Jirales, Florencio del Castillo, Omega, Tacora, Paso Real
- Poblados: Rincón Mesén (parte), Santiago del Monte.

## Economía
En abril de 2002, se empezó a construir el centro comercial Terramall, el cual fue inaugurado el 1 de noviembre de 2003. 

### Turismo
Algunos sitios de interés son:
- Iglesia católica de San Diego: una de las iglesias católicas más modernas del país.
- Zona Protectora Cerros de La Carpintera: es un área boscosa de montaña. Mide 2,391 Ha, de las cuales 1,018 Ha se encuentran cubiertas por bosque secundario en diferentes estados de desarrollo, 847 Ha están cubiertas por bosque denso y 138 Ha de potrero con árboles. También hay áreas de pastos, café y uso urbano.

## Transporte

### Carreteras
Al distrito lo atraviesan las siguientes rutas nacionales de carretera:
- Ruta nacional 2
- Ruta nacional 409